# Babassu
Babasu /od tupijskog babassú, ibabassú: ibá, voće + -bassú, ili -assú, -guassú, veliko/, lat. Attalea speciosa, sin. Orbignya speciosa) je vrsta južnoameričke palme iz roda piasaba (Attalea), nekada klasificirana rodu orbignija (Orbignya), visoka do 20 metara,  s jestivim voćem i sjemenkama koje se koriste za proizvodnju ulja. 
Lišće palme Indijanci koriste prilikom gradnje svojih koliba, a kod zapadnobrazilskih Boróro Indijanaca koristi se za izradu navlaka za ud poznatih u njihovom jeziku kao bá, koje su prema mitu isprva izrađivale žene, a stavljale su se mladićima koji su prošli obrede inicijacije, odnosno koji su ušli u svijet odraslih i bili spremni za brak. Od jezgre tvrdog oraha babasua proizvodi se ulje (babassu oil) koje se koristi za kuhanje u domaćinstvu i za izradu sapuna u kozmetičkoj industriji.
Latinski naziv roda Orbignya dolazi po francuskom prirodoslovcu iz 19. stoljeće Alcide d'Orbignyju.

## Vanjske poveznice
- Babaçu  Arhivirana inačica izvorne stranice od 1. srpnja 2014. (Wayback Machine)